# Roger Espinoza
Roger Aníbal Espinoza Ramírez (Puerto Cortés, 1986. október 25. –) hondurasi válogatott labdarúgó, olimpikon, aki jelenleg az Észak-amerikai labdarúgó-bajnokságban szereplő Sporting Kansas City játékosa.

## Fiatalkora
12 éves korában Denverbe költözött, itt járt középiskolába, tanulmányait később a Denver South High Schoolban, majd az aurorai Regis jezsuita főiskolán folytatta.  

## Pályafutása
2006-ban a NASL-ben szereplő Arizona csapatában kezdte pályafutását, majd 2008-ban a Sporting Kansas City csapatához került, ahol első szezonjában 22 alkalommal lépett pályára, és 3 gólpasszt ért el. Az együttessel 2012-ben US Open kupát nyert, valamint beválasztották a bajnokság All-Star csapatába is. A csapatban 113 meccsen 2-szer volt eredményes. 2013 januárjában a Wigan Athletic csapatához szerződött, ahol először a Sunderland AFC elleni bajnokin lépett pályára, első gólját pedig a Swansea City AFC elleni mérkőzésen szerezte. A csapattal megnyerte az FA-kupát, majd néhány nappal később az Arsenal elleni vereséget követően kiesett csapatával az első osztályból. A 2013-2014-es szezonban 2014. január 4-én, a Milton Keynes Dons FC ellen az FA-Kupa harmadik fordulójában gólt szerzett, a bajnokságban először pedig a Fulham ellen talált a hálóba. Az Európa Ligában 3 mérkőzésen lépett pályára. 2015 januárjában visszatért a Kansas City gárdájához, ahol további két US Open Kupát nyert, utóbbi döntőben a New York Red Bulls elleni meccsen végig a pályán volt. A 2018-as szezonban 31 mérkőzésen 3 alkalommal volt eredményes, emellett 9 gólpasszt adott, a csapattal pedig bejutott a rájátszásba is.     

### A válogatottban
A válogatottban 2009-ben Belize ellen lépett pályára először, első gólját 2009. február 1-jén a Salvador elleni mérkőzésen szerezte. Játszott a 2009-es CONCACAF-Aranykupán, a 2010-es és 2014-es világbajnokságon, valamint a 2012-es londoni olimpián, ahol a Brazília ellen 3-2-re elvesztett negyeddöntő-mérkőzésen gólt szerzett, majd a 90. percben kiállították. A válogatottban 52 mérkőzésen 4 gólt lőtt, legutolsó meccsét Costa Rica elleni vb-selejtezőn játszotta 2017-ben.  

## Sikerei
Sporting Kansas City
- Amerikai labdarúgókupa-győztes: 2012, 2015, 2017

Wigan Athletic 
- FA-Kupa-győztes: 2013